# Teatro Petrarca
Il Teatro Petrarca è un teatro di Arezzo.

## Storia

### Nascita
La nascita, nel 1828, si deve ad una Società Anonima composta da cittadini aretini, che successivamente prese il nome di Accademia Teatrale Petrarca. L'incarico del progetto fu affidato all'architetto Vittorio Bellini di Firenze dove aveva già progettato un teatro e nel 1830 ebbero inizio i lavori di costruzione. Il Teatro fu inaugurato tre anni dopo, il 21 aprile 1833, con la rappresentazione di Anna Bolena musicata da Donizetti e con un ballo in cinque atti intitolato Alessandro da Palermo.
Il successo di queste prime rappresentazioni, ottenuto grazie alla bravura degli attori Marianna Brighenti e Luigi Biondini e alle apprezzate qualità dello scenografo Gianni di Firenze e dell'impresario Giuseppe Feroci, segnarono il primo importante risultato nella storia artistica della città e del suo nuovo Teatro.

### Evoluzione architettonica
La struttura del primo teatro, chiamato in un primo tempo Teatro Regio e successivamente Regio Teatro Petrarca, era con pianta a ferro di cavallo, presentava un bel palcoscenico e quattro ordini di palchi.
Nel 1839 venne inaugurata la sala terrena, progettata dall'ingegnere Lorenzo Materassi, da adibire a piccole feste e venne installato il sipario dipinto da Angiolo Sarri raffigurante il Petrarca accolto nel 1350 ad Arezzo con tutti gli onori. Risale invece al 1835 il busto marmoreo scolpito da Benedetto Mori collocato all'ingresso della platea.
Vari lavori di ristrutturazione e abbellimento si succedettero negli anni. Fra il 1881 e il 1882, per opera dell'ingegnere Carlo Gatteschi, fu aumentato il numero dei palchi, ristrutturato il palco regio, decorate le pareti, la bocca d'opera e rinnovata la tappezzeria, messi in funzione nuovi servizi igienici, rimesso a nuovo il tavolato della platea così come altre significative ristrutturazioni e opere di messa a norma.
La palazzina d'ingresso al Teatro venne invece costruita negli anni 1892 e 1893 su progetto dell'ingegnere Alessandro Maraghini che trasformò in loggione anche il quarto ordine di palchi e operò altri importanti lavori di costruzione e restauro come il mezzanino e il caffè interno, nonché il palcoscenico, i camerini, la platea, l'orchestra e le uscite di sicurezza.
Dopo un processo di ristrutturazione durato 10 anni, il 16 dicembre 2015 il teatro ha riaperto le porte agli spettatori con una stagione piena di eventi teatrali e lirici.
La ristrutturazione è stata eseguita nel rispetto della risposta acustica già esistente ad opera di Enrico Moretti e Maria Cairoli (Biobyte).

## Descrizione
L'apparato decorativo degli interni, in modo particolare le cornici a stucco dei palchi e le pitture della volta e delle varie salette, contribuiscono a dare al Teatro Petrarca una immagine di eleganza e originalità.
Collocato all'interno del nucleo urbano cittadino, il Teatro presenta una facciata esterna che segue un disegno lineare e semplice, confondibile con gli edifici adiacenti, caratterizzato dall'uso di elementi decorativi quali cornicioni e riquadrature delle aperture in cemento o pietra serena.

## Spettacoli
Il Teatro Petrarca ha ospitato in passato spettacoli di vario genere, dalla prosa, alla musica, al balletto, nonché rappresentazioni circensi; è stato considerato una meta di prestigio per molte importanti compagnie teatrali.
Nel 1882, in occasione dell'inaugurazione del monumento a Guido Monaco, collocato tuttora nell'omonima piazza, il Teatro ha ospitato varie rappresentazioni dell'opera Mefistofele di Arrigo Boito.